# Nonciature apostolique dans la république de Venise
La nonciature apostolique dans la république de Venise ou nonciature apostoliques à Venise est une représentation diplomatique permanente du Saint-Siège auprès de la république de Venise. Son siège était à Venise. Elle était tenue par un nonce apostolique ayant rang d'ambassadeur.

## Histoire
La nonciature apostolique à Venise fut la seconde nonciature apostolique officiellement ouverte par le Saint-Siège après celle d'Espagne instituée en 1492. Fondée en 1498, la nonciature vénitienne eut une période florissante pendant tout le XVIe siècle, notamment pendant les guerres d'Italie, auxquelles les États pontificaux prirent part.
Au XVIe siècle, Giovanni Battista Castagna, futur Urbain VII (le pontife au pontificat le plus bref), fut nonce apostolique en République de Venise.
La nonciature cessa d'exister avec l'annexion de la République de Venise à la République cisalpine selon la volonté de Bonaparte en 1797.

## Liste des nonces apostoliques

### Collecteurs généraux
- Giovanni Capogallo (1386 - 1398)

...

### Nonces apostoliques

#### XVIesiècle
- Angelo Leonini (mai 1500 - mars 1505)
  - Sede vacante
- Angelo Leonini (septembre 1509 - 1510)
- Michele Claudio (septembre 1510 - janvier 1512)
- Massimo Bruno (janvier 1512 - mars 1513)
- Pietro Bibiena (mars 1513 - février 1514)
- Bernardo Clesio (1514 - 1515)
- Sebastiano Maradini (1515 - avril 1517)
- Latino Juvenale (aprile 1517 - septembre 1517)
- Altobello Averoldi (septembre 1517 - 1523)
- Tommaso Campeggi (1523 - 1525)
- Altobello Averoldi (1526 - 1528)
  - Sede vacante
- Roberto Maggio (1532 - mars 1533)
- Jérôme Aléandre l'Ancien (avril 1533 - novembre 1534)
- Matteo Giberti (novembre 1534 - ?)
- Girolamo Verallo (1537 - février 1540)
- Giorgio Andreasi (en) (février 1540 - avril 1542)
- Fabio Mignanelli (avril 1542 - août 1544)
- Giovanni Della Casa (août 1544 - 1550)
- Luigi Beccatelli (mars 1550 - 1554)
- Filippo Archinto (en) (1554 - 1556)
- Antonio Trivulzio (1556 - 1557)
- Carlo Carafa (1557)
  - Siège vacant
- Pier Francesco Ferrero (1560 - mai 1561)
- Ippolito Capilupi (it) (mai 1561 - juin 1564)
- Guido Luca Ferrero (juin 1564 - octobre 1565)
- Pietro Antonio di Capua (it) (15 octobre 1565 - mars 1566)
- Giovanni Antonio Facchinetti (6 mai 1566 - 15 juin 1573)
- Giovanni Battista Castagna (15 juin 1573 - juin 1577)
- Annibale di Capua (1er juillet 1577 - septembre 1578)
- Alberto Bolognetti (10 septembre 1578 - 12 avril 1581)
- Lorenzo Campeggi (6 mai 1581 - juin 1585)
- Cesare Costa (22 juin 1585 - décembre 1587)
- Girolamo Matteucci (décembre 1587 - janvier 1590)
- Marcello Acquaviva (8 janvier 1590 - 22 décembre 1591)
- Alessandro Musotti (22 décembre 1591 - 1593)
- Ludovico Taverna (26 février 1593 - 23 février 1596)
- Antonio Maria Graziani (23 février 1596 - 8 octobre 1598)

#### XVIIesiècle
- Offredo Offredi (8 octobre 1598 - 1er juillet 1605
- Orazio Mattei (21 juillet 1605 - 3 mai 1606)
- Berlingerio Gessi (4 juin 1607 - 14 novembre 1618)
- Sigismondo Donati (14 novembre 1618 - 12 mai 1621)
- Laudivio Zacchia (12 mai 1621 - 16 décembre 1623)
- Giovanni Battista Agucchi (16 décembre 1623 - 1er janvier 1632)
- Francesco Vitelli (it) (25 juillet 1632 - 2 mars 1644)
- Angelo Cesi (en) (2 mars 1645 - 20 septembre 1646)
- Scipione Pannocchieschi d'Elci (6 décembre 1646 - 3 octobre 1652)
- Francesco Boccapaduli (en) (24 août 1652 - 24 octobre 1654)
- Carlo Carafa della Spina, C.R. (31 octobre 1654 - 13 août 1658 nommé nonce apostolique en Autriche (en))
- Giacomo Altoviti (en) (21 septembre 1658 - 22 avril 1666)
- Stefano Brancaccio (8 juillet 1666 - 10 avril 1668)
- Lorenzo Trotti (10 avril 1668 - 1er avril 1671)
- Pompeo Varese (13 février 1671 - 1er octobre 1675)
- Carlo Francesco Airoldi (27 novembre 1675 - 5 avril 1683)
- Giacomo Cantelmo (27 septembre 1683 - 18 avril 1685 nommé nonce apostolique en Suisse)
- Giuseppe Archinto (15 décembre 1689 - 13 janvier 1696 nommé nonce apostolique en Espagne)

#### XVIIIesiècle
- Agostino Cusani (26 avril 1696 - 22 mai 1706 nommé nonce apostolique en France)
  - Ottavio Gasparini (1er août - 1er décembre 1706) (internonce)
- Giovanni Battista Anguisciola (10 novembre 1706 - 18 août 1707)
  - Ottavio Gasparini (1er septembre 1707 - 1er novembre 1710) (internonce) (pour la seconde fois)
- Girolamo Mattei (2 octobre 1710 - 22 septembre 1713)
- Alessandro Aldobrandini (23 septembre 1713 - 1er juillet 1720 nommé nonce apostolique en Autriche (en))
- Carlo Gaetano Stampa (23 septembre 1720 - 7 mai 1735)
- Giacomo Oddi (7 février 1735 - 25 février 1739 nommé nonce apostolique au Portugal (en))
- Giovanni Francesco Stoppani (27 février 1739 - 1er novembre 1743)
- Martino Ignazio Caracciolo (it) (30 décembre 1743 - 20 décembre 1753 nommé nonce apostolique en Espagne)
- Antonio Branciforte Colonna (2 avril 1754 - 29 janvier 1760)
- Francesco Carafa della Spina di Traetto (29 janvier 1760 - 20 novembre 1766 nommé secrétaire de la Congrégation pour les évêques et les réguliers[1])
- Bernardino Honorati (20 novembre 1766 - 30 septembre 1775 nommé secrétaire de la Congrégation pour les évêques et les réguliers)
- Vincenzo Ranuzzi (18 septembre 1775 - 26 février 1782 nommé nonce apostolique au Portugal (en))
- Giuseppe Firrao il Giovane (8 avril 1782 - 18 août 1795 nommé secrétaire de la Congrégation pour les évêques et les réguliers)
- Giovanni Filippo Gallarati Scotti (18 août 1795 - 1797)